# 大昆施泰特
大昆施泰特（德語：Groß Quenstedt）是德国萨克森-安哈尔特州的一个市镇。总面积15.66平方公里，总人口961人，其中男性477人，女性484人（2011年12月31日），人口密度61人/平方公里。